# Arkelstorp
Arkelstorp est une localité suédoise située dans la commune de Kristianstad en Scanie.
Sa population était de 461 habitants en 2019.